# 14

## Події
- Римським імператором став Тиберій Клавдій Нерон

## Народились
- Луцій Віпстан Публікола — політичний діяч Римської імперії.
- Марк Юній Сілан — давньоримський консул.

## Померли
- 19 серпня — у віці 77-и років помер Октавіан Август, спадкоємець Юлія Цезаря, перший імператор Риму.
- Юлія Старша — дружина імператора Тіберія.